# Haplothyrus
Genre
Haplothyrus est un genre d'holothyrides de la famille des Holothyridae.

## Distribution
Haplothyrus expolitissimus se rencontrent en Nouvelle-Calédonie et Haplothyrus hyatti est d'origine inconnue.

## Liste des espèces
- Haplothyrus expolitissimus (Berlese, 1924)
- Haplothyrus hyatti Lehtinen, 1995

## Publication originale
- Lehtinen, 1995 : Revision of the Old World Holothyridae (Arachnida: Anactinotrichida: Holothyrina). Invertebrate Taxonomy, vol. 9, n. 4, p. 767-826.